# Darra Adam Khel
Darra Adam Khel(Pashto درہ آدم خیل) es una ciudad de la región de Kohat, dentro de las áreas tribales de Pakistán. Es conocida por su bazar, lleno de armerías y mercaderes de armas. La ciudad está formada por una calle principal con tiendas, con algunos callejones y calles laterales en los que se encuentran algunos talleres. Sus habitantes son en su mayoría Pastún del clan Afridi, los Adamkhel.

## Economía
Localizada entre Kohat y Peshawar, en esta pequeña población se producen una gran cantidad de armas de todo tipo, desde armas antiaéreas a pistolas tipo bolígrafo/pluma. Las armas está hechas a mano por artesanos utilizando procedimientos tradicionales, transmitidos de padres a hijos. Las armas se comprueban normalmente realizando tiros al aire. Darra está controlada y gobernada por miembros de la tribu pastún. El pueblo está constituido por pequeñas casas de dos alturas hechas de madera y adobe en las colinas próximas a la frontera de la región de Kohat. Puede considerarse como la fábrica de armas de esta área tribal, estando localizada a 40 kilómetros al sur de Peshawar y en la carretera a Kohat. El viaje lleva unos 40 minutos desde Peshawar. Aunque está dentro de Pakistán, Darra tiene su propia legislación a diferencia de cualquier otra región de Pakistán. La mayoría de la gente de Darra se dedica en exclusiva al comercio de armas, siendo el transporte el segundo mayor negocio.
Las instalaciones que no están en la calle principal son todas ellas talleres. Cientos de locales del tamaño de un armario donde hombres y niños fabrican copias de cualquier arma existente en el mundo con herramientas manuales y fresas arcaicas. Las herramientas, por otro lado, son muy sencillas, si bien las copias tienen una precisión muy elevada, realizándose desde pequeñas pistolas tipo pluma hasta rifles y antiaéreos. Las copias se fabrican con tanta fidelidad que incluso llevan el número de serie. Cualquier armero de Darra al que se proporcione un arma puede fabricar una copia en unos 10 días. Una vez hecha la primera copia, las copias adicionales tardan de dos a tres días una vez creados los moldes. Pistolas y revólveres, de mayor complejidad, llevan más tiempo.
En Darra, casi tres cuartas partes de la población se dedican al comercio y fabricación de armas. Las pistolas tipo pluma y los bastones son muy populares. Cada día se fabrican entre 400 y 700 armas y el número sube a medida que los herreros adquieren herramientas más modernas. Por supuesto tal número de armas es más que suficiente para abastecer a los pastún.  Muchas de ellas se envían a Afganistán. En los años 80, el comercio de heroína fue eliminado por los ancianos de los clanes Pastún, no obstante el comercio de armas no pudo ser eliminado. A pesar de ello si se ha eliminado la fabricación de munición pesada.
El viaje a Darra está prohibido para los extranjeros por razones de seguridad. Los viajeros pueden viajar en coche o en bus a través de Darra sin permiso pero no se recomienda hacerlo ya que la policía tribal(khasadar) realiza frecuentes visitas al mercado para comprobar que las leyes se cumplen, de modo que cualquier extranjero que transite irregularmente el mercado será expulsado para evitar mayores problemas.
El comercio de armas en Darra comenzó en 1897. Con el paso del tiempo los Adamkhel han ganado fama y constituyen la mayoría en Darra hoy por hoy.
Según Vice News, los talibán han hecho mella en el comercio de armas en la zona, adquiriendo ciertos tintes de ilegalidad desde que aquellos se han hecho con el control de muchas áreas tribales.

## Turismo

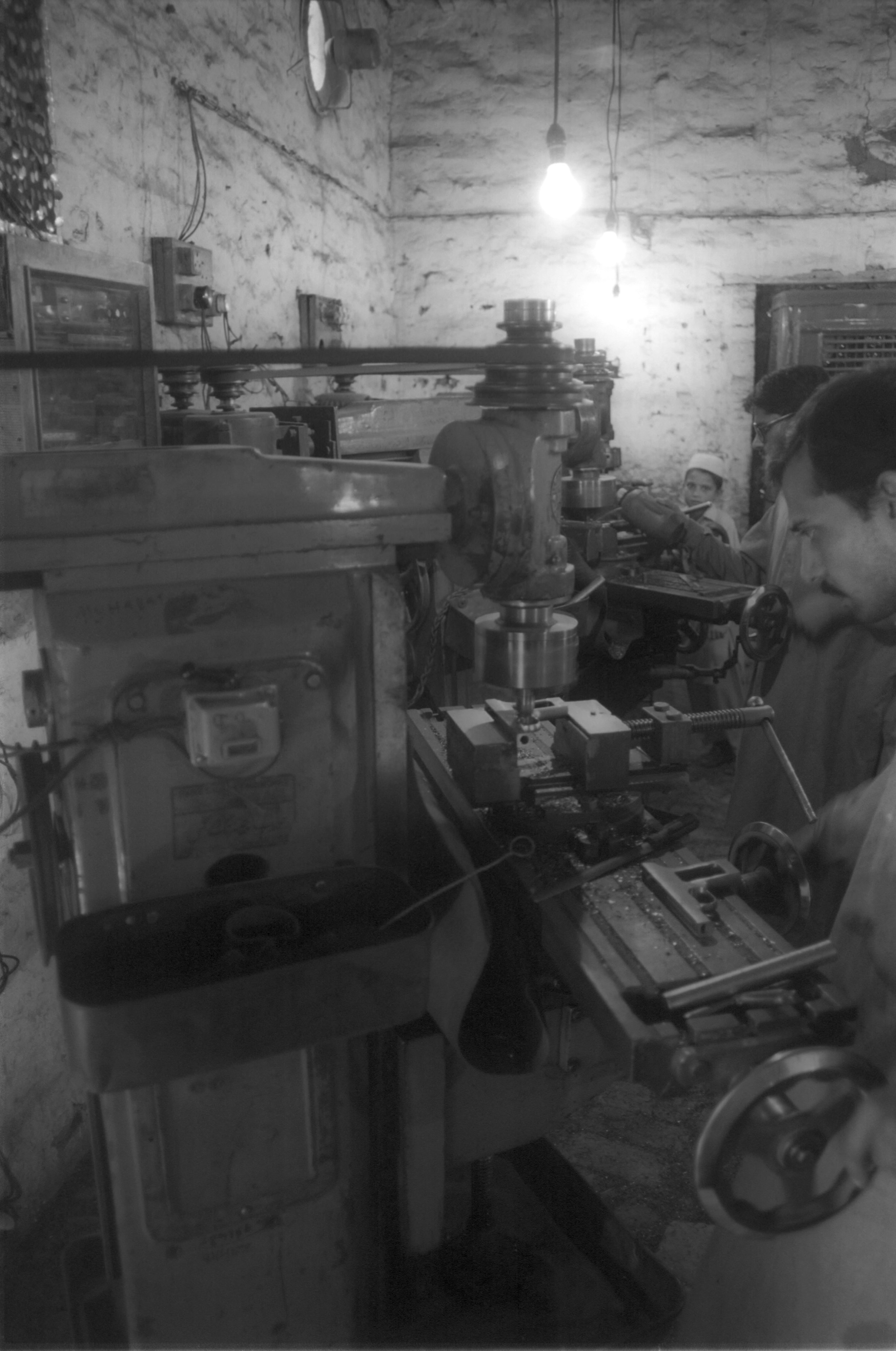
Taller de armas

Si bien no es legal hoy, el turismo fue posible mediante permisos, obtenibles a través del ministerio de interior(Home Office) en Peshawar. Estos permisos no se pueden obtener hoy en día pues no es seguro el tránsito por la zona, pero el viajero puede apearse del bus a Kohat en Darra y recorrer la ciudad, lo cual conlleva inevitablemente ser expulsado de la misma por la policía tribal(khasadar) Por cierta cantidad de dinero se pueden realizar visitas acompañado de escoltas mientras se permanezca en la ciudad e incluso se puede disparar con las armas por una pequeña cantidad.
Michael Palin visitó la ciudad como parte de su serie de televisión Himalaya. así como Ethan Casey en su libro de viaje Alive and Well in Pakistan(Sano y salvo en Pakistán). El drama Son of a Lion(hijo del León) ambientado en Darra, del director Benjamin Gilmour, recibió un premio en el festival de cine de Berlín en 2008. Suroosh Alvi de Vice Media visitó el mercado en 2011 como parte de la serie Guias de Viaje de Vice